# T34 Calliope
T34 Calliope – amerykańska wyrzutnia rakietowa montowana na wieży czołgu M4 Sherman podczas II wojny światowej.

## Opis
Wyrzutnia składała się z 60 rur i wystrzeliwała rakiety M8 kalibru 114,3 mm (4,6 cala). Cała konstrukcja prowadnic wykonana była ze sklejki, gdyż była to konstrukcja jednorazowa – po wystrzeleniu wszystkich rakiet, była odrzucana i ulegała zazwyczaj zniszczeniu.
Zaletą wyrzutni była duża liczba wystrzeliwanych pocisków, znacznie większa niż w przypadku niemieckich Nebelwerferów czy radzieckich Katiusz. Wadą była mniejsza efektywność rakiet i fakt, że wyrzutnia była zawieszona nisko nad wieżą, a więc utrudniała ewakuację w razie trafienia (w przypadku oberwania się wyrzutni mogła ją nawet uniemożliwić).
T34 Calliope została opracowana w 1943 roku, wyprodukowano około 200 sztuk i w niewielkich ilościach używana była w różnych jednostkach pancernych United States Army w latach 1944–1945, między innymi w amerykańskiej 2 Dywizji Pancernej we Francji.

## Warianty
- T34 – wersja podstawowa, składała się z 36 rur w dwóch rzędach na wierzchu i dwóch grup po 12 rur pod spodem, używała rakiet 4,6 calowych,
- T34E1 – wersja podobna do podstawowej, z tym, że spodnie zestawy składały się z 14 rur,
- T34E2 – zwiększony kaliber rakiet z 4,6 do 7,2 cala, liczba rur w wyrzutni pozostała taka sama, użyta w walce w latach 1944–1945.